# Амундсен-Скот (полярна станция)
Вижте пояснителната страница за други значения на Амундсен.
Полярната станция Амундсен-Скот (на английски: Amundsen–Scott South Pole Station) е американска станция за научни изследвания, издигната върху високото Антарктическо плато на континента Антарктида. Разположена е близо до най-южната точка на Земята – Южния полюс, на надморска височина от 2835 m. Носи имената на норвежеца Руал Амундсен и британеца Робърт Скот – първите покорители на Южния полюс.
Станцията в първоначалния си вид е построена по нареждане на Американското правителство през ноември 1956 г. като част от изпълнението на целите на Международната година на геофизиката, международен проект за изследване на геофизичните особености на полярните области, траещ между 1 юли 1957 г. и 31 декември 1958 г.
Преди ноември 1956 г. на Южния полюс няма постоянна сграда, а на ледения континент човешкото присъствие е минимално. Малкото антарктически научни станции са разположени по крайбрежието. Станцията Амундсен-Скот е обитавана почти постоянно след построяването си. Тя всъщност е представлявала три сгради, използвани в различни периоди от историята ѝ – първоначалната станция, използвана от 1957 до 1975 г. и е изоставена поради натрупване на сняг, геодезкият купол, използван от 1975 до 2003 г., изоставен заради зариване от снега и демонтиран през лятото на 2009 – 2010 г., и съвременната, издигната с 20 cm над земята, станция, чийто строеж започва през 1999 г. и е в употреба от 2003 г. насам.
През 2007 г. е открито снежно шосе, дълго 1450 km, което свързва станцията с американската база на антарктическия бряг Макмърдо.
През лятото се наблюдава най-голямата населеност на станцията през годината, докато през зимата тук живеят около 50 души.

## Климат
Климатът е полярен и изключително сух.
| Климатични данни за станция Восток    | Климатични данни за станция Восток | Климатични данни за станция Восток | Климатични данни за станция Восток | Климатични данни за станция Восток | Климатични данни за станция Восток | Климатични данни за станция Восток | Климатични данни за станция Восток | Климатични данни за станция Восток | Климатични данни за станция Восток | Климатични данни за станция Восток | Климатични данни за станция Восток | Климатични данни за станция Восток | Климатични данни за станция Восток |
| Месеци                                | яну.                               | фев.                               | март                               | апр.                               | май                                | юни                                | юли                                | авг.                               | сеп.                               | окт.                               | ное.                               | дек.                               | Годишно                            |
| Абсолютни максимални температури (°C) | −14,4                              | −20,6                              | −26,7                              | −27,8                              | −25,1                              | −28,8                              | −33,9                              | −32,8                              | −29,3                              | −25,1                              | −18,9                              | −12,3                              | −12,3                              |
| Средни максимални температури (°C)    | −26                                | −37,9                              | −49,6                              | −53                                | −53,6                              | −54,5                              | −55,2                              | −54,9                              | −54,4                              | −48,4                              | −36,2                              | −26,3                              | −45,8                              |
| Средни температури (°C)               | −28,4                              | −40,9                              | −53,7                              | −57,8                              | −58                                | −58,9                              | −59,8                              | −59,7                              | −59,1                              | −51,6                              | −38,2                              | −28                                | −49,5                              |
| Средни минимални температури (°C)     | −29,6                              | −43,1                              | −56,8                              | −60,9                              | −61,5                              | −62,8                              | −63,4                              | −63,2                              | −61,7                              | −54,3                              | −40,1                              | −29,1                              | −52,2                              |
| Абсолютни минимални температури (°C)  | −41,1                              | −58,9                              | −71,1                              | −75                                | −78,3                              | −82,8                              | −80,6                              | −79,3                              | −79,4                              | −72                                | −55                                | −41,1                              | −82,8                              |
| Средни месечни валежи (mm)            | 0,3                                | 0,6                                | 0,2                                | 0,1                                | 0,2                                | 0,1                                | 0                                  | 0                                  | 0,1                                | 0,1                                | 0,1                                | 0,3                                | 2,3                                |
| Средно количество слънчеви часове     | 406.1                              | 497.2                              | 195.3                              | 0.0                                | 0.0                                | 0.0                                | 0.0                                | 0.0                                | 34.1                               | 390.6                              | 558.0                              | 616.9                              | 2698.2                             |
| ------------------------------------- | ---------------------------------- | ---------------------------------- | ---------------------------------- | ---------------------------------- | ---------------------------------- | ---------------------------------- | ---------------------------------- | ---------------------------------- | ---------------------------------- | ---------------------------------- | ---------------------------------- | ---------------------------------- | ---------------------------------- |
|                                       |                                    |                                    |                                    |                                    |                                    |                                    |                                    |                                    |                                    |                                    |                                    |                                    |                                    |

## Галерия
- Куполът (1975 – 2003)
- Полярно сияние край станцията Амундсен-Скот
- Разположеният пред станцията „Церемониален Южен полюс“
- Шосето Макмърдо
- Комуникационен център
- Въздушна снимка на станцията от януари 2005 г. – старият купол се вижда вдясно